# Pouteria rigida
Pouteria rigida là một loài thực vật có hoa trong họ Hồng xiêm. Loài này được (Mart. & Eichler ex Miq.) Radlk. miêu tả khoa học đầu tiên năm 1882.